# 江波戸昭
江波戸 昭（えばと あきら、1932年1月6日 - 2012年10月23日）は、日本の地理学者、民族音楽研究家。明治大学名誉教授。

## 略歴
東京生まれ。1955年、東京大学理学部地理学科卒業。1960年、同大学院博士課程修了、「蚕糸業地域の地理学的研究」で理学博士。1965年、明治大学商学部専任講師、のち助教授、教授。2002年、定年退任、名誉教授。
経済地理学を専攻し、蚕糸業地域の研究や、東京大都市圏の研究で業績をあげたほか、世界の民族音楽についての研究でも知られ、1970年から2000年までNHK-FMの番組『世界の民族音楽』を担当していた。また、楽器などを図案に取り込んだ切手の収集でも知られ、この方面の著作も多数ある。明治大学で開講していた民族音楽ゼミの教え子には大友良英がいる。
2012年10月23日に胃がんのため死去。80歳没。墓所は多磨霊園。

## 著書
- 『日本農業の地域分析』古今書院 1965. 形成選書
- 『蚕糸業地域の経済地理学的研究』古今書院 1969
- 『世界の民謡をたずねて』自由国民社, 1972
- 『切手にみる世界の民族楽器』音楽之友社 1979
- 『民衆のいる音楽 太鼓と合唱』晶文社 1981
- 『切手に見る世界の楽器』音楽之友社 1987
- 『世界楽器切手総図鑑』日本郵趣協会 1987
- 『東京の地域研究』大明堂 1987
- 『民族音楽・出会いの旅』音楽之友社 1987 音楽選書
- 『世界の音民族の音』青土社 1992
- 『世界の民謡めぐり』日本書籍 1992
- 『地域構造の史的分析』大明堂 1992
- 『続・東京の地域研究』大明堂 1997
- 『200CD民族音楽 世界の音を聴く』立風書房 1998
- 『戦時生活と隣組回覧板』中央公論事業出版 (製作・発売) 2001
- 『世界の民族音楽 切手でみる楽器のすべて』生活情報センター 2006

## 共編著など
- 『歌でめぐる世界の国ぐに』 編 古今書院 1963
- 『フォーク・ソングを歌おう』三橋一夫共編 音楽之友社, 1967
- 『田園調布の戦時回覧板』編著. 田園調布会, 1978
- 『調べ学習に役立つ世界の地図』監修 成美堂出版 2001
- 『調べ学習に役立つ日本の地図』監修 成美堂出版 2001
- 『新・世界切手地図』編著 日本郵趣出版 2001
- 『一気にわかる民族と紛争 世界を読み解くキーワード』監修 池田書店, 2002